# Semur-en-Brionnais
Semur-en-Brionnais è un comune francese di 642 abitanti situato nel dipartimento della Saona e Loira nella regione della Borgogna- Franca Contea.

## Società

### Evoluzione demografica
Abitanti censiti